# اشتباكات آذار 2025 في سوريا
بدأت اشتباكات آذار 2025 في سوريا  في 6 آذار/ مارس 2025 عندما هاجمت مجموعات كبيرة من مؤيدي وفلول نظام بشار الأسد بشكل منسق ومتزامن مواقع عسكرية ومدنية للحكومة السورية الجديدة وطرقا في أربع محافظات سورية هي اللاذقية وطرطوس وحمص وحماة. تركزت معظم الهجمات والاشتباكات اللاحقة في محافظتي اللاذقية وطرطوس. وقال المسؤول الأمني في الحكومة الانتقالية السورية مصطفى كنيفاتي أن هناك العديد من القتلى والجرحى في صفوف القوات الحكومية.

## الخلفية
بعد سقوط نظام الأسد في كانون الأول 2024 وتشكيل حكومة انتقالية تحت قيادة أحمد الشرع، أمير هيئة تحرير الشام آنذاك، حدثت اشتباكات متقطعة ومتفرقة بين القوات الحكومية والموالين للأسد، وخاصة في المناطق التي تضم أعدادًا كبيرة من السكان العلويين.

## الهجوم
بدأت الأحداث في قرية بيت عانا شرق منطقة جبلة في محافظة اللاذقية، عندما نصب مسلحون مجهولون كميناً لدورية عسكرية تابعة للأمن الداخلي. تكتسب القرية أهمية رمزية كونها مسقط رأس العميد سهيل الحسن، الذي كان قائد قوات النمر في جيش بشار الأسد.
رافق بداية الأحداث إصدار بيان أعلن عن إنشاء المجلس العسكري لتحرير سوريا بتاريخ 6 آئار 2025، وقعه عميد سابق في الجيش السوري اسمه غياث دلا.

### توسع الهجوم
انتشر مسلحون موالون للنظام السابق في نقاط عديدة على طول طريق إم 1، الذي يربط حمص باللاذقية مرورا بطرطوس وبانياس وجبلة، وعلى طريق إم 4 الواصل بين حلب اللاذقية، وتعرضت قوات الأمن الداخلي لاستهداف في أكثر من عشرة كمائن خلال توقيت متزامن، أبرزها كان في ريف جبلة، حيث قُتل 13 عنصراً من قوات الشرطة التابعة لوزارة الداخلية. بالتزامن انتشر مسلحون في مدن جبلة وبانياس وطرطوس واللاذقية وكثير من بلدات وقرى الريف في المحافظات الأربع. في الثامن من آذار، بث مقداد فتيحة، قائد ما يسمى "لواء درع الساحل" تسجيلا ادعى فيه أن قواته سيطرت على 90% من الساحل السوري.

### في جبلة
تعرضت جبلة لأكبر الخسائر، حيث سيطر المهاجمون على مناطق في شمال المدينة أهمها الكلية البحرية، وهاجموا مستشفى المدينة وأحرقوا سيارات وسرقوا أخرى، إضافة إلى نهب محال تجارية في المدينة.

### في بانياس
في بانياس انتشر المسلحون في حي القصور الذي تقطنه غالبية علوية.

### صد الهجوم ونتائجه
حسب أرقام وثقتها الشبكة السورية لحقوق الإنسان في 8 آذار، أسفرت الهجمات عن مقتل 121 عنصراً من الأمن العام و26 مدنياً على يد فلول النظام المخلوع على الأقل حتى تاريخه. قتل بعض الضحايا بدم بارد بعد أسرهم. وفي جبلة عثر على جثث عناصر من الأمن اختطفهم المسلحون وعليها آثار تعذيب، وبعضهم كانت عيونهم قد اقتلعت بينما كانت بعض الجثث محروقة.
اتهمت الحكومة السورية فلول النظام بالتعاون مع دولة خارجية ومع قسد بمحاولة الانقلاب على الحكم الجديد.

## التجاوزات خلال صد الهجوم
رافقت عملية دحر المسلحين ومطاردتهم تجاوزات قامت بها قوات الأمن والميليشيات المتحالفة معها. وحسب المرصد السوري لحقوق الإنسان حدثت 29 مجزرة في المدن الأربعة و الأرياف معظمها في اللاذقية أدت إلى مقتل أكثر من 560 مدني تم توثيقهم و عشرات آلاف المفقودين لم يكشف عن مصيرهم.

## تداعيات الهجوم
بعد هجمات الساحل، هاجم مسلحون مجهولون مراكز أمنية في مناطق متفرقة من محافظة دير الزور. في 10 آذار، شنت قوات سوريا الديمقراطية هجوما من مواقعها في حي الأشرفية في حلب على مواقع الحكومة السورية.

## ردود الفعل على الهجوم

### المحلية
- سوريا: قرار رئاسي بتشكيل لجنة وطنية مستقلة للتحقيق وتقصي الحقائق بشأن الأحداث في الساحل السوري.[20]
- سوريا: انتقد ابن خال بشار الأسد رامي مخلوف، العميد غياث دلا، أحد قادة المسلحين، محملا إياه مسؤولية الأحداث وانتقده على توريط العلويين والمتاجرة بدمهم.[21]

### الأجنبية
- إسرائيل: اتهم وزير الدفاع الإسرائيلي يسرائيل كاتس، الرئيس السوري أحمد الشرع، بالإرهاب وبتنفيذ مذابح بحق العلويين في سوريا.[22]
- الولايات المتحدة: طالب وزير الخارجية الأمريكي ماركو روبيو الحكومة السورية بمحاسبة "المسؤولين عن المجازر بحق الأقليات" في غرب سوريا.[23]
- خرجت مظاهرات عارمة في مدن حول العالم أبرزها في انطاكيا و مرسين (تركيا) و باريس (فرنسا) و برلين (المانيا) و ملبورن (استراليا) و مظاهرات أمام البيت الأبيض في الولايات المتحدة الأميركية.

وأدانت الكويت والبحرين "الجرائم التي ارتكبها الخارجون عن القانون في سوريا واستهدافهم لقوات الأمن ومؤسسات الدولة". وفي أعقاب المجازر، اندلعت الاحتجاجات في تركيا ضد دعم الحكومة التركية للقوات السورية، والتي قالوا أنها ارتكبت جرائم ضد الإنسانية.